# Bionville-sur-Nied
 Bionville-sur-Nied  es una población y comuna francesa, en la región de Lorena, departamento de Mosela, en el distrito de Boulay-Moselle y cantón de Boulay-Moselle.

## Demografía
| 281 | 292 | 284 | 336 | 375 | 363 |
| Para los censos de 1962 a 1999 la población legal corresponde a la población sin duplicidades (Fuente: INSEE [Consultar]) |     |     |     |     |     |